# Aeronáutica (Angola)
Aeronáutica (també coneguda com a Gira Globo Aeronáutica per la seva empresa matriu) és una aerolínia amb base a Luanda, Angola. Efectua vols xàrter de càrrega i passatgers a Angola. La seva base principal és l'Aeroport Internacional Quatro de Fevereiro, Luanda.

## Història
L'aerolínia va ser fundada en 2001 i és propietat completa de GVA-Investimentos, SARL.
Degut a raons de seguretat, l'empresa (juntament amb totes les altres aerolínies angoleses llevat TAAG Angola Airlines) ha estat prohibida d'operar en la Unió Europea.

## Flota
La flota d'Aeronáutica inclou els següents aparells (març de 2007):
- 1 Antonov An-32
- 1 Raytheon Beech King Air 200
- 1 Raytheon Beech King Air B200
- 1 Ilyushin Il-76